# Marie av Mecklenburg-Schwerin
Marie av Mecklenburg-Schwerin, (Marie Alexandrine Elisabeth Eleonore), senare storfurstinnan Marie Pavlovna, född på Schloss Ludwigslust 1854, död 1920, dotter till storhertig Fredrik Frans II av Mecklenburg-Schwerin (1823–1883) och hans första gemål, Augusta av Reuss-Köstritz (1822–1862). Hon gifte sig 28 augusti 1874 i S:t Petersburg med storfurst Vladimir Alexandrovitj av Ryssland, (1847–1909), tredje son till Alexander II av Ryssland. Hon var 1909-1917 ordförande för den ryska konstakademien.

## Biografi
Marie blev förälskad i Vladimir och bröt sin första förlovning då hon först träffade honom 1871. Eftersom hon vägrade att konvertera till den ortodoxa tron, tog det dock tre år innan tsaren gav sitt tillstånd till vigseln. Trots att hon inte konverterade, antog hon ändå ett nytt namn vid vigseln: Marie Pavlovna. 

### Storfurstinna
Hon ansågs vara en av de främsta societetsvärdinnorna i Sankt Petersburg, och blev känd som "Den största storfurstinnan". Det sades allmänt att hon med sina tillställningar i Vladimirpalatset försökte överglänsa det kejserliga hovet, och att hon befann sig i tävling med sin svägerska, storfurstinnan Elisabeth av Hessen. Hon skall ha tyckt illa om tsar Nikolaj II och hans gemål Alexandra av Hessen och ska ha försökt skapa ett alternativt hov omkring sig. Hon efterträdde sin make som ordförande för konstakademien vid hans död 1909.   
Då hennes son Kirill gifte sig med sin frånskilda kusin Victoria Melita av Sachsen-Coburg-Gotha år 1905 fråntogs han sina titlar av tsaren, vilket ledde till en svår konflikt mellan hans föräldrar och Nikolaj II. Konflikten reparerades senare, då Kirill på grund av flera dödsfall blev trea i tronföljdsordningen.
Marie konverterade till den ortodoxa tron efter många år, enligt uppgift för att ge sin son Kirill en bättre utgångspunkt som arvtagare till tronen. Vintern 1916–1917 skall Marie tillsammans med sina söner ha planerat en statskupp för att avsätta tsaren till förmån för sin son Kirill, och närmat sig Dumans president Mikhail Rodzianko med detta förslag, med tillägget att tsaritsans död var nödvändig för dess framgång.   

### Senare liv
I samband med revolutionen 1917 lämnade Maria Pavlovna Ryssland via Kaukasus, där hon förestod ett krigssjukhus. Hon kvarblev länge med sina söner i Kaukasus i hopp om att installera sin son Kirill på tronen, men då bolsjevikerna närmade sig lämnade gruppen Kaukasus med en fiskebåt till Anapa 1918. Hon kvarblev i Anapa fram till 1920, då hon varnades av generalen för de vita styrkorna att de vita skulle komma att förlora inbördeskriget. 
Hon lämnade Ryssland med sin son Andrej, dennes älskarinna Matilda Ksjesinskaja och deras son Vladimir med ett italienskt skepp till Venedig. Hon kom senare att slå sig ner i Frankrike, där hon avled i Contrexéville 1920. Hon var den sista medlemmen av den före detta tsarfamiljen som lämnade Ryssland och den första som avled i exil.

## Barn
1. Storfurste Alexander Vladimirovitj av Ryssland (1875–1877)
2. Storfurste Kirill Vladimirovitj av Ryssland (1876–1938)
3. Storfurste Boris Vladimirovitj av Ryssland (1877–1943)
4. Storfurste Andrej Vladimirovitj av Ryssland (1879–1956)
5. Storfurstinnan Helena Vladimirovna av Ryssland (1882–1957), gift med prins Nikolaos av Grekland och Danmark , tredje son till Georg I av Grekland och storfurstinnan Olga Konstantinovna av Ryssland.